# 新交通管理システム
新交通管理システム（しんこうつうかんりシステム、Universal Traffic Management System, UTMS）とは高度道路交通システム (ITS) の交通警察版である。
ITを利用した交通信号機の制御や交通情報の提供を行い、交通規制を適切に運用し、安全、円滑にして人と環境に優しい交通社会の実現に貢献するものとされる。

## 開発分野
開発分野として以下のものがある
高度交通管制システム(ITCS　Integrated Traffic Control Systems)
新交通管理システム(UTMS)の中核となるシステムである。光ビーコンなどでの交通情報の収集、収集した広域的な交通情報のコンピュータでの分析、その結果を踏まえた信号制御の最適化を行う。また合わせて、UTMSの各サブシステムの実用化を実現する。
車両運行管理システム(MOCS　Mobile Operation Control Systems)
バス事業、貨物輸送事業、清掃事業などの事業者が、自社車両の運行管理を適切に行えるように支援するシステムである。個々の事業車両の走行位置や時刻などの情報を事業者に提供する。
公共車両優先システム(PTPS　Public Transportation Priority Systems)
バスなどの公共車両が、優先的に通行できるように支援するシステムである。バス専用・優先レーンの設置や、違法走行車両への警告、優先信号制御などを行う。
交通情報提供システム(AMIS　Advanced Mobile Information Systems)
自動車のドライバーに交通状況の最新情報を提供して、その道路における交通量の抑制、交通渋滞防止を図ることを目的とする。具体的には、道路に一定間隔に配置された車両感知器で交通状況を収集し、カーラジオやカーナビゲーションシステム（VICS）を通じて即時に交通情報をドライバーへ提供する仕組みである。ドライバーの渋滞回避行動を前提にしたシステムで、ドライバーは進行先の渋滞状況などのリアルタイム情報を得て、その後の運転行動によっては渋滞を緩和させることが出来るほか、交通事故誘発の防止に効果をあげている。
動的経路誘導システム(DRGS　Dynamic Route Guidance Systems)

交通公害低減システム(EPMS　Environmental Protection Management Systems)
大気汚染物質や騒音などの交通公害を低減し、地域の環境を保護するためのシステムである。環境情報や交通情報を収集して、信号制御や、迂回誘導・流入制御などを行う。
高度画像情報システム(IIIS　Intelligent Integrated ITV Systems)

安全運転支援システム(DSSS　Driving Safety Support Systems)
ドライバーが安全に運転できるように支援するシステムである。ドライバーが視認困難な位置にある自動車、二輪車、歩行者を、各種感知機が検出し、その情報を、車載装置や交通情報板などを通して提供し、注意を促す。光ビーコンによる同システムが実用化されているが、老朽化のため2027年3月に運用を終了し、ITSスポット (ETC2.0) によるシステムに一本化される予定である。
緊急通報システム(HELP　Help system for Emergency Life saving and Public safety)
パトカー、救急車、ロードサービス車両などの緊急車両が、迅速な救援活動を行えるように支援するシステムである。運転中の事故、車両トラブル、急病などの緊急時に、救援機関に通報を行い、正確な位置情報などを提供する。
現場急行支援システム(FAST　Fast Emergency Vehicle Preemption Systems)
緊急車両が、迅速に急行できるように支援するシステムである。緊急車両を優先的に走行させるための信号制御等を行う。
歩行者等支援情報通信システム(PICS　Pedestrian Information and Communication Systems)
高齢者や障害者の方々が、安全に移動できるように支援するシステムである。正確で安全な交差点の情報を、音声で提供する。令和２年度からは、高度化PICSとして、Bluetoothを活用しスマートフォン等に対して歩行者用信号情報を送信するとともに、スマートフォン等の操作により青信号の延長を可能とした、高度化されたシステムが導入されている（日本信号の信GO!）。